# 還元糖

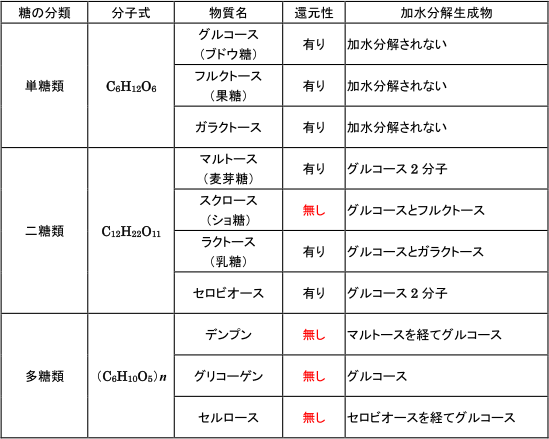
還元糖の例

還元糖（かんげんとう、reducing sugar）とは、塩基性溶液中でアルデヒド基またはケトン基を形成する糖のことである。還元糖は適当な酸化剤によって酸化されてアルドン酸、アルダル酸を与える。還元糖には例えばグルコース（ブドウ糖）、フルクトース（果糖）、グリセルアルデヒドなどの全ての単糖、ラクトース（乳糖）、アラビノース、マルトース（麦芽糖）などのマルトース型二糖・オリゴ糖が含まれる。ケトン基を含む糖はケトース、アルデヒド基を含む糖はアルドースとして知られる。スクロースおよびトレハロースは溶液中でアルデヒド基およびケトン基を生じないため還元糖ではない。

## 転化糖
例えばスクロースは非還元糖であるが、スクロースが加水分解した転化糖（上白糖、中白糖、異性化糖(グルコース・フルクトース混合液)）は還元糖である。

## 還元性を示す理由
環状構造をとる糖が開環して鎖状構造になるとアルデヒド基やケトン基を持つようになる。それぞれを持つ糖をアルドース（グルコースなど）とケトース（フルクトースなど）と呼ぶ。アルデヒド基は還元性をもつが、普通ケトン基は還元性を示さない。しかし、-CO-CH2OH基を持つケトースではケト-エノール互変異性（ロブリー・ドブリュイン-ファン エッケンシュタイン転位）によってエンジオールと呼ばれる構造を経由してアルドースに異性化する。

## 性質
アルデヒド基を形成するため容易に酸化されてアルドン酸を与える。また、熱希硝酸を用いると末端の -CH2OH 基も酸化され、ジカルボン酸であるアルダル酸を与える。
オリゴ糖では構造的にアノマーが存在しうる場合でも、水溶液ではヘミアセタールの開環により平衡混合物を形成して変旋光を示す。また開環体がオサゾン、ヒドラゾンなどの誘導体を生成する一方、食品や生体内ではタンパク質中の塩基性アミノ酸側鎖のアミノ基と反応して、メイラード反応や架橋形成を引き起こす。

### 検出
アルカリ性溶液中で銀や銅などの重金属イオンを還元するため、この反応を利用したトレンス試薬（銀鏡反応）やベネジクト試薬、フェーリング試薬によって検出することができる。